# Brunettia morigera
Brunettia morigera är en tvåvingeart som beskrevs av Duckhouse 1966. Brunettia morigera ingår i släktet Brunettia och familjen fjärilsmyggor. Inga underarter finns listade i Catalogue of Life.